# ورام ليفي إصبعي طفلي
الورام الليفي الإصبعي الطفلي، الذي يُسمى أيضًا الورم الليفي المشتمل أو ورم راي، يظهر عادةً كعقدة مفردة صغيرة عديمة الأعراض، في الأدمة على إصبع اليد أو القدم لدى الرضع والأطفال الصغار. الورام الليفي الإصبعي الطفلي هو اضطراب نادر، إذ توجد 200 حالة مبلغ عنها في الأدبيات الطبية اعتبارًا من عام 2021. صنفت منظمة الصحة العالمية في عام 2020 هذه العقد على أنها نمط محدد من الأورام الحميدة ضمن فئة الأورام الليفية والأورام الليفية العضلية. وُصف الورام الليفي الإصبعي الطفلي لأول مرة من قبل عالم الأمراض الأسترالي، دوغلاس راي، في عام 1965.
في الورام الليفي الإصبعي الطفلي، يحدث فرط نمو خلايا مغزلية الشكل في محيط غني بألياف الكولاجين في الأدمة (أي طبقة الجلد بين البشرة والأنسجة تحت الجلد) ولكنها قد تمتد إلى الأنسجة تحت الجلد. تحتوي هذه الخلايا المغزلية على أجسام مشتملة مميزة داخل السيتوبلازم الخاص بها والتي تساعد بشكل كبير في تمييز الورام الليفي الإصبعي الطفلي عن أمراض الجلد الليفية الأخرى. تتكون هذه الأجسام المشتملة من خيوط الفيمنتين والأكتين المعبأة بكثافة. 
عادةً ما تكون آفات الورام الليفي الإصبعي الطفلي غير مؤلمة وتميل إلى التراجع تلقائيًا. لهذا السبب، العلاج الحالي الموصى به لعقيدات الورام الليفي الإصبعي الطفلي هو المراقبة المحافظة. إذا سببت الآفات حدوث تشوهات موضعية و/أو ضعف وظيفي أو استمرت في الزيادة في الحجم على مدار فترات المراقبة الطويلة، يوصى بالاستئصال الجراحي. مع ذلك، تميل آفات الورام الليفي الإصبعي الطفلي المُزالة جراحيًا إلى العودة بمعدلات عالية وقد تسبب هذه الجراحة تشوهات إصبعية بعد الجراحة.

## المظاهر السريرية
يظهر الورام الليفي الإصبعي الطفلي عادةً كعقدة فردية مقببة الشكل وغير مؤلمة وناعمة، بلون اللحم أو مائلة إلى اللون الأحمر، على الجانب الظهري أو الجانبي لإصبع اليد أو القدم دون أن تشمل الإبهام أو إصبع القدم الكبير؛ يحدث بشكل أساسي في أول سنتين من العمر وتتميز نحو ثلث الحالات بظهور آفة منذ الولادة. مع ذلك: 1) وُصفت الآفات ذات المظاهر المشابهة للورام الليفي الإصبعي الطفلي في مواقع أخرى مثل الذراع والثدي واللسان والفخذ والصدر؛ 2) ظهرت حالات غير اعتيادية بعدة آفات، أي 2-3، وبشكل أقل شيوعًا 7-15، وحالة واحدة تظاهرت بـ74 آفة في دراسة مراجعة عام 2018؛ 3) أُبلغ عن حالات لدى الأطفال حتى سن العاشرة وأُبلغ عن حالة واحدة لدى شخص بالغ يبلغ 52 عامًا من العمر؛ 4) عادةً ما تكون الآفات ذات قطر أصغر من 2 سم في الحد الأقصى ولكنها قد تكون بحجم الورم في حالات نادرة، وقد تصل إلى 4.5 سم؛ 5) قد تكون الآفات، خاصةً عندما تكون كبيرة الحجم، مؤلمة و/أو معيقة لوظائف المفاصل والأصابع القريبة؛ 6) تغزو الآفات أحيانًا السمحاق وتؤدي إلى تآكل العظام القريبة.

## العلاج
اعتُقد سابقًا أن آفات الورام الليفي الإصبعي الطفلي قد تكون خبيثة ويجب علاجها بالاستئصال الجراحي وقد يصل العلاج إلى بتر الإصبع المصاب. حاليًا، من المعروف أن هذه الأورام حميدة وقد تتراجع تلقائيًا، وغالبًا ما تعود بعد الاستئصال الجراحي. لذلك، عادةً ما تُعالج آفات الورام الليفي الإصبعي الطفلي من خلال نهج مراقبة يشمل الانتظار اليقظ واللجوء إلى الاستئصال الجراحي فقط في الحالات التي تعاني من ضعف وظيفي وأعراض شديدة أو ورم مترقٍّ ونامٍ على مدى طويل. تشمل العلاجات البديلة أو المكملة المستخدمة في علاج الورام الليفي الإصبعي الطفلي حقن الهرمونات القشرية السكرية أو تريامسينولون أو 5- فلورويوراسيل المستخدم في العلاج الكيميائي، مباشرةً ضمن الآفات. نظرًا لأن علاجات الحقن هذه لم تخضع للتقييم ضمن دراسات كبيرة حتى الآن، يعد الاستئصال الجراحي العلاج الأكثر قبولًا للآفات شديدة الأعراض أو المتضخمة بشكل تدريجي. بشكل عام، يُعتبر مآل الورام الليفي الإصبعي الطفلي ممتازًا.